# Hunnu Air
Wings of Mongolia
Hunnu Air (mongol : Хүннү Эйр) est une compagnie aérienne nationale mongole qui a commencé des vols réguliers en 2011. La société a changé son nom de Mongolian Airlines Group (mongol : Монголиан Аэрлайнес Групп) en avril 2013 pour éviter toute confusion avec la compagnie aérienne internationale mongole MIAT Mongolian Airlines.

## Histoire
Hunnu Air est soutenu par la société minière Mongolyn Alt (MAK) Group et le Bodi Group. La compagnie aérienne a été lancée sous le nom de Mongolian Airlines le 2 décembre 2011 à la suite de l'acquisition de Monnis Air Services. La confusion est rapidement apparue sur le nom et sa similitude avec celui de MIAT Mongolian Airlines et en avril 2013, menacé d'un différend juridique et d'une éventuelle intervention du gouvernement, le nom a été changé en Hunnu Air.
La compagnie aérienne a acheté deux Fokker 50 en 2011 et a opéré son premier vol intérieur régulier (d' Oulan-Bator à Bayankhongor) le 2 janvier 2012. D'autres routes intérieures ont ensuite été lancées d'Oulan-Bator à Mörön, Choibalsan, Khvod et Dalanzadgad. Avec la location de deux Airbus A319, livrés en janvier 2012, la compagnie a lancé des vols vers Tokyo puis Bangkok, Shanghai et Hong Kong. En juillet 2013, un troisième Fokker 50 a été acquis. Hunnu Air a également opéré des vols charters vers des destinations telles que Jeju, Hainan et Shizuoka.
Hunnu Air a lancé son premier vol direct long-courrier d'Oulan-Bator à Paris à l'été 2014, avec un arrêt technique, en Airbus A319. La compagnie aérienne prévoyait d'acquérir un Airbus A330 et de relancer des vols directs long-courriers en 2015 vers Singapour notamment. Les deux Airbus A319 ont été repris par leur propriétaire fin 2014, mettant en doute les plans d'expansion.

## Flotte

### Flotte actuelle

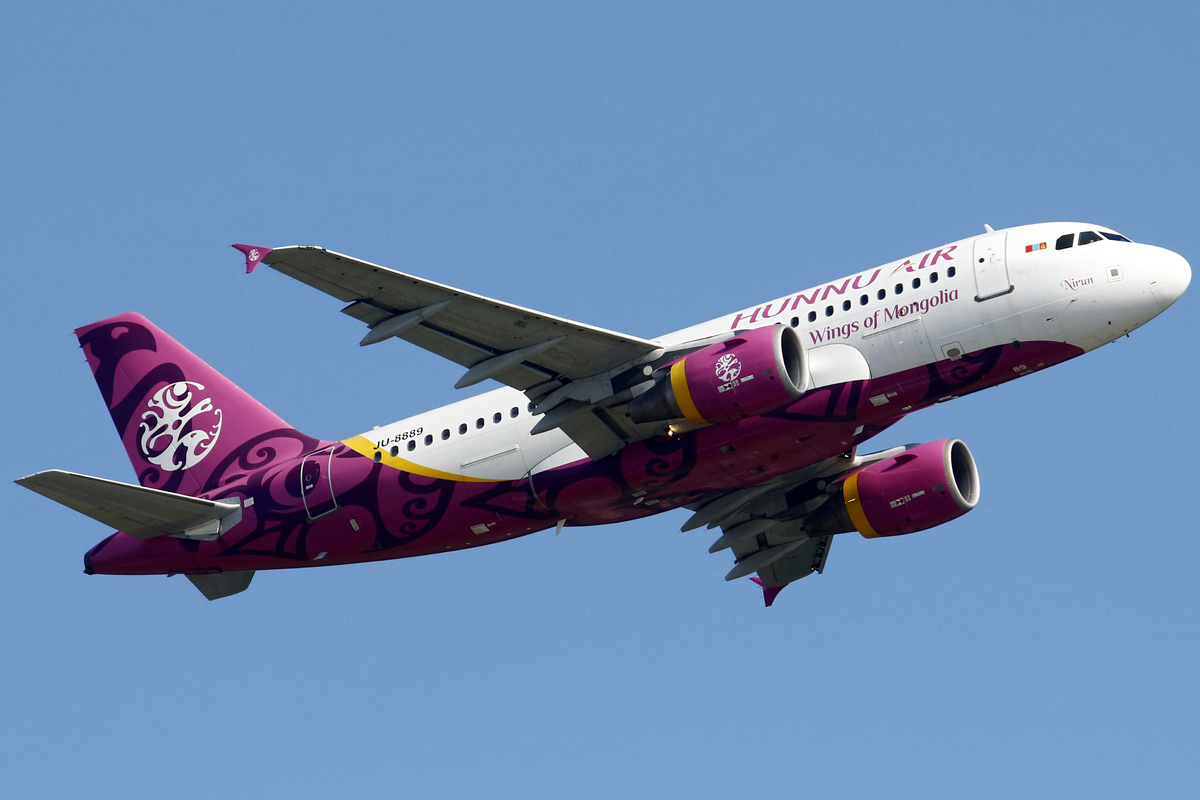
Hunnu Air Airbus A319 à l'atterrissage à l'Aéroport International de Hong Kong.

En novembre 2020, la flotte de la compagnie est constituée de la manière suivante, :
| Appareils   | En service | Commandes | Passagers (affaire/économique) | Remarques |
| ----------- | ---------- | --------- | ------------------------------ | --------- |
| ATR 72-500  | 2          | —         | 72 (0/72)                      |           |
| Embraer 190 | 1          | 2         | 98 (6/92)                      |           |
| Total       | 3          | 2         |                                |           |

### Ancienne flotte
La compagnie aérienne exploitait auparavant les avions suivants:
- Airbus A319
- Fokker 50

## Destinations

### International
Kazakhstan
- Almaty - Aéroport international d'Almaty

 République populaire de Chine
- Manzhouli - Aéroport de Manzhouli-Xijiao

 Russie
- Khabarovsk - Aéroport de Khabarovsk
- Ulan-Ude - Aéroport international Baïkal

### National
Mongolie
- Oulan-Bator - Aéroport international d'Oulan-Bator
- Ulaangom